# Eccellenza Sardegna 1997-1998
Il campionato italiano di calcio di Eccellenza regionale 1997-1998 è stato il settimo organizzato in Italia. Rappresenta il sesto livello del calcio italiano.
Questo è il campionato regionale della regione Sardegna.

## Squadre partecipanti
| Squadra                  |                            |
| ------------------------ | -------------------------- |
| Pol. Arzachena           | Arzachena (SS)             |
| U.S. Arbus               | Arbus (SU)                 |
| Pol. Bittese             | Bitti (NU)                 |
| S.S. Carloforte          | Carloforte (SU)            |
| Pol. Corrasi             | Oliena (NU)                |
| U.S. Fermassenti         | San Giovanni Suergiu (SU)  |
| Pol. Gialeto             | Serramanna (CA)            |
| Pol. Iglesias            | Iglesias (SU)              |
| U.S. Ilvamaddalena       | La Maddalena (SS)          |
| Pol. Porto Rotondo       | Olbia (OT)                 |
| A.C. Pula                | Pula (CA)                  |
| Pol. Sant’Antioco        | Sant'Antioco (Italia) (SU) |
| P.S.F. Sant'Elena Quartu | Quartu Sant'Elena (CA)     |
| G.S. Tavolara            | Olbia (OT)                 |
| Pol. Tharros             | Oristano (OR)              |
| S.S. Villacidrese        | Villacidro (SU)            |

## Classifica finale
|  | Pos. | Squadra                              | Pt | G  | V  | N  | P  | GF | GS | DR  |
|  | ---- | ------------------------------------ | -- | -- | -- | -- | -- | -- | -- | --- |
|  | 1.   | Pol. Arzachena, Arzachena            | 62 | 30 | 17 | 11 | 2  | 44 | 22 | +22 |
|  | 2.   | A.C. Pula, Pula                      | 57 | 30 | 16 | 9  | 5  | 56 | 23 | +33 |
|  | 3.   | U.S. Arbus, Arbus                    | 57 | 30 | 17 | 6  | 7  | 51 | 31 | +20 |
|  | 4.   | S.S. Villacidrese, Villacidro        | 46 | 30 | 12 | 10 | 8  | 41 | 27 | +14 |
|  | 5.   | Pol. Tharros, Oristano               | 40 | 30 | 8  | 16 | 6  | 34 | 28 | +6  |
|  | 6.   | Pol. Bittese, Bitti                  | 40 | 30 | 11 | 7  | 12 | 26 | 31 | -5  |
|  | 7.   | P.S.F. Sant'Elena, Quartu Sant'Elena | 39 | 30 | 10 | 9  | 11 | 43 | 39 | +4  |
|  | 8.   | S.S. Carloforte, Carloforte          | 38 | 30 | 9  | 11 | 10 | 40 | 40 | 0   |
|  | 9.   | Pol. Porto Rotondo, Porto Rotondo    | 38 | 30 | 10 | 8  | 12 | 35 | 36 | -1  |
|  | 10.  | Pol. Corrasi, Oliena                 | 37 | 30 | 8  | 13 | 9  | 27 | 35 | -8  |
|  | 11.  | Pol. Ilvamaddalena, La Maddalena     | 37 | 30 | 10 | 7  | 13 | 36 | 41 | -5  |
|  | 12.  | Pol. Iglesias, Iglesias              | 35 | 30 | 8  | 11 | 11 | 30 | 33 | -3  |
|  | 13.  | G.S. Tavolara, Olbia                 | 34 | 30 | 7  | 13 | 10 | 29 | 43 | -14 |
|  | 14.  | Pol. Sant'Antioco, S.Antioco         | 31 | 30 | 8  | 7  | 15 | 29 | 48 | -19 |
|  | 15.  | Pol. Gialeto, Serramanna             | 28 | 30 | 6  | 10 | 14 | 29 | 44 | -15 |
|  | 16.  | U.S. Fermassenti, S.Giovanni Suergiu | 24 | 30 | 6  | 6  | 18 | 36 | 65 | -29 |

- Spareggio per il secondo posto e accesso ai play-off nazionali:
  - a San Sperate il 10 maggio 1998: Pula-Arbus 0-0 d.t.s. 4-2 i rigori.